# Exsanguination
L'exsanguination est la perte d'une quantité de sang suffisante pour entraîner la mort[réf. nécessaire]. L'exsanguination est plus communément désignée par l'expression neutre « saigner à mort » ou l'expression familière « se vider de son sang ». Le mot provient du latin : ex (« hors de ») et sanguis (« sang »).
L'exsanguination peut être utilisée pour l'abattage des animaux, notamment pour respecter certaines lois alimentaires religieuses (casher, halal). 
Pour les hommes, en fonction de son âge et de son état de santé ou physique, un individu peut décéder à la suite de la perte de la moitié ou des deux tiers de son volume sanguin ; une perte d'un tiers du volume sanguin total est donc considérée comme très grave. Une coupure profonde peut justifier une suture et une hospitalisation, en particulier dans le cas où un traumatisme, la proximité d'une veine ou d’une artère, ou une comorbidité sont impliqués. 

## Abattage des animaux

### Insensibilisation à la douleur
Avant d'effectuer l'incision mortelle, l'animal peut être rendu insensible à la douleur via diverses méthodes, dont le pistolet à projectile captif, un étourdissement électrique par électronarcose ou des composés chimiques. Certains voient cette méthode d'abattage comme la source d'une forte anxiété chez un animal qui n'a pas été endormi, assommé ou anesthésié au préalable, bien que ces découvertes soient contredites par d'autres études. 
Le projectile captif est placé au contact du crâne de l'animal, et pénètre pour engendrer la destruction du tissu dans le cerveau, incapacitant l'animal pour permettre à la procédure d'avoir lieu. Au-delà du coût initial du projectile captif, un usage prolongé de cette méthode s'avère peu onéreux. Elle est également l'une des méthodes les plus sûres pour l'abatteur car l'animal est étourdi durant la procédure. L'étourdissement électrique est utilisé en général dans l'abattage des porcins, des volailles et des moutons, tandis que l'utilisation de composés chimiques s'effectue dans le cas de bétail blessé. 

### Méthode d'exsanguination
Immédiatement après avoir été neutralisé, l'animal est suspendu à l'envers par ses membres postérieurs. À ce moment, on insère un couteau extrêmement tranchant en position parallèle au sol dans la peau située derrière la mâchoire et en dessous des vertèbres cervicales. Depuis cette position, on éloigne le couteau de la colonne vertébrale en le tirant vers l'avant pour sectionner les veines jugulaires, les artères carotides et la trachée. 
Si l'opération est correctement effectuée, le sang s'écoule librement et l'animal décédera quelques secondes plus tard. La mort cérébrale des ovins et porcins s'ensuivra en moins de 10 secondes. Cependant, celle-ci peut mettre jusqu'à 40 secondes à survenir chez des animaux de grande taille, notamment les bovins. Cette période peut s'étendre jusqu'à plusieurs minutes si des complications (ex : occlusion artérielle) apparaissent. Cependant, l'animal étant suspendu à l'envers, cette position permet au sang de couler plus abondamment et rend tout regain de conscience de l'animal avant la fin de l'opération fort peu probable. Quoi qu'il en soit, les comités consultatifs pour le bien-être des animaux insistent bien sur le fait que la durée entre l'étourdissement et le début de l'exsanguination doit être courte, avec pour recommandation une durée de moins de 15 secondes.
Le fonctionnement continu du cœur durant l'exsanguination augmente la pression sanguine, ce qui permet à la cible de se vider plus rapidement de son sang et provoque une mort rapide. Le cœur opère comme une pompe volumétrique et de ce fait, la diminution du volume sanguin n'affecte pas l'efficacité du rendement cardiaque. Réduire l'approvisionnement sanguin du cœur provoque bel et bien une diminution graduelle du fonctionnement cardiaque mais seulement dans le cas où la réduction de l'approvisionnement a lieu conjointement avec la mort similaire d'autres organes du corps.

### Lois alimentaires religieuses
Les lois alimentaires judaïques cacheroute (cascher) et islamiques dhabiha (halal) imposent l'abattage par exsanguination. L'usage du couteau avec bout pointu à double lame est prohibé. À la place de celui-ci, un long couteau à bout carré est utilisé. La loi juive impose que celui-ci soit d'une longueur deux fois supérieure à la largeur du cou de l'animal. Ce couteau sectionne simultanément quatre vaisseaux sanguins dans le cou. Ainsi, l'action d'enfoncer le couteau ou de vider l'animal de son sang s'avère plus rapide qu'en utilisant le couteau à bout pointu. 
Une étude de 1978 effectuée à la faculté de médecine vétérinaire de Hanovre indique que ces méthodes traditionnelles, lorsqu'elles sont effectuées en suivant les prescriptions des autorités religieuses, donnent lieu à des résultats qui démontrent que « ... la douleur et la souffrance telles que sont depuis longtemps associées en général par le public à ce type d'abattage ne sont pas enregistrées... » et qu'une « perte complète de la conscience survenait généralement dans un délai considérablement plus court que durant la méthode d'abattage après étourdissement par projectile captif. »
Dans la Sharia et la Halakha, les projectiles captifs et autres méthodes de paralysie pré-abattage ne sont généralement pas autorisés, car les animaux trouvés morts sont considérés comme de la charogne et les animaux étourdis pour être ensuite tués entrent dans cette catégorie. 
Diverses autorités spécialisées dans la nourriture halal ont plus récemment autorisé l'utilisation d'un système récemment développé d'étourdissement exclusivement crânien. Ce système utilise une tête de marteau en forme de champignon pour donner un coup non létal, ce qui est prouvé par la possibilité de raviver l'animal après le choc.

## Cause de mort chez l'homme

### Causes par lésions traumatiques
L'exsanguination est une cause relativement peu courante de mort chez l'être humain. Une lésion traumatique peut causer une exsanguination si le saignement n'est pas rapidement endigué, et est la cause de mort la plus courante durant les affrontements militaires. En dehors des combats, les causes peuvent être les blessures par balle ou objet contondant, les accidents de la route, le suicide par sectionnement des artères, en particulier celles situées dans les poignets, les amputations partielles ou totales d'un membre, comme en cas de contact accidentel avec une scie circulaire, une tronçonneuse, une scie ou encore par entraînement dans une machinerie en cours d'opération. Une autre occasion qui a provoqué beaucoup de morts par exsanguination est, par exemple, le tsunami de décembre 2004 où en ville, les vitres brisées par la puissance de la vague et entrainées entre deux eaux ont provoqué de nombreuses coupures profondes sur les personnes se débattant dans cette eau.

### Cause par hémorragie interne
Une forte hémorragie interne peut également se déclarer chez des patients, tels qu'un saignement causé par un ulcère gastro-duodénal, une hémorragie du post-partum immédiat, ou de la rate, ce qui peut provoquer une exsanguination sans signes extérieurs alarmants. En médecine, l'anévrisme constitue une autre cause d'exsanguination. Si un anévrisme disséquant de l'aorte provoque une rupture de l'adventice, il peut en résulter une hémorragie importante et une exsanguination en quelques minutes.
Un traumatisme par objet contondant au foie, aux reins ou à la rate peut également entraîner une hémorragie interne importante. Cependant, de tels cas provoquent un noircissement de la cavité abdominale semblable à une contusion. De manière similaire, un traumatisme pulmonaire peut entraîner un saignement très important. Cependant, en l'absence de soins médicaux, le sang peut emplir les poumons et causer un effet de noyade chez la personne, ou bien se déverser dans la cavité pleurale et entraîner une suffocation, et ce bien avant que le phénomène d'exsanguination n'ait lieu. De plus, un traumatisme important peut causer la rupture des vaisseaux sanguins principaux avec absence de signes traumatiques extérieurs.
Il est également possible qu'une personne souffrant de dépendance à l'alcool ou d'une maladie du foie soit victime d'une exsanguination.  Les varices de l'œsophage sont des veines à la paroi fine situées en dessous de la muqueuse œsophagienne inférieure et sont normalement parcourues par une basse pression sanguine. Celles-ci peuvent s'élargir en cas d'hypertension portale et causer un saignement qui peut s'avérer fatal si couplé à la pression sanguine élevée du système porte. Les fonctions hépatiques perturbées qui sont en général à l'origine de ce problème réduisent également les facteurs de coagulation (beaucoup proviennent du foie en lui-même), augmentant le risque de mortalité lors d'une hémorragie par rupture de vaisseaux sanguins.